# Tour Bois-le-Prêtre
La torre Bois-le-Prêtre es un rascacielos parisiense sito en el número 6, calle Pierre-Rebière, esquina con el número 5-9 del boulevard Bois-le-Prêtre, en el 17.º distrito de París. Próxima está la puerta Pouchet y el cementerio de Batignolles, limítrofe con los municipios de Clichy y Saint-Ouen. De 2009 a 2011, la torre fue totalmente renovada con un proyecto muy ambicioso.

## Sistema constructivo
La torre Bois-le-Prêtre, muy similar a la torre construida en 1957 por Raymond Lopez con Eugène Beaudouin cerca del Tiergarten de Berlín, utiliza un sistema constructivo industrial desarrollado durante la reconstrucción después de la Segunda Guerra Mundial. Está compuesta de elementos prefabricados reunidos sobre una trama estandarizada de planchas de hormigón de 16 cm por otras de 26 cm con una longitud de 7,20 m de alcance.

## Historia
Construida entre 1959 y 1961 por el arquitecto Raymond Lopez para el OPHLM de la ciudad de París, la torre Bois-le-Prêtre es la primera torre construida en el marco de la urbanización de la zona, al norte de los distritos 17.º y 18.º  (entre los boulevards de los Maréchaux y el boulevard periférico, inexistente en aquellos tiempos), como consecuencia de una encuesta inmobiliaria llevada por Raymond Lopez en 1954. Este estudio había para objetivos de :
1. descubrir los últimos terrenos libres de París ;
2. determinar las zonas donde es deseable de construir ;
3. investigar terrenos inoccupés o muy mal ocupados y prever las primeras operaciones.

La torre ha sido rénovée en 1990 por el despacho de estudios técnicos TECTEAM, en el marco de la campaña de puesta a las normas y de renovación emprendida por la OPAC. Esta campaña de trabajos comprende : isolation por el exterior, chauffage, refección de las fachadas, etc.
En marzo de 2002, la ciudad de París decide, en el marco del gran proyecto de renovación urbana, la destrucción de la torre Borel ubicada demasiado cerca del periférico y de un tercio de la barra Borel, y la renovación de la torre Bébelo-Sacerdote después de haber considerado su demolición. Un concurso es lanzado entonces en 2005 al cual participan entre otros Philippe Madec, Roland Castro, Dominique Perrault. El equipo de arquitectos lauréate está compuesto de Frédéric Druot (mandatario), Anne Lacaton y Jean-Philippe Vassal que logra en noviembre de 2011, la Escuadra de dinero para esta realización que estuvo saludada igualmente al extranjero.
La transformación consiste en la sustitución de las fachadas por un jardín de invierno y un balcón, que participan en reducir el consumo de energía sin aumento del alquiler. La renovación en website ocupado de esta torre ha demostrado que es posible de reestructurar grandes conjuntos sin pasar por la demolición/reconstrucción, ciclo que implica costes adicionales y el desplazamiento de los habitantes. El coste del conjunto del proyecto de rehabilitación ha sido de aproximadamente 12 millones de euros para 20 millones de euros estimados para una destrucción/reconstrucción.

## Integración en el barrio
Desde diciembre de 2017, la torre era accesible desde la calle Andrée-Putman.

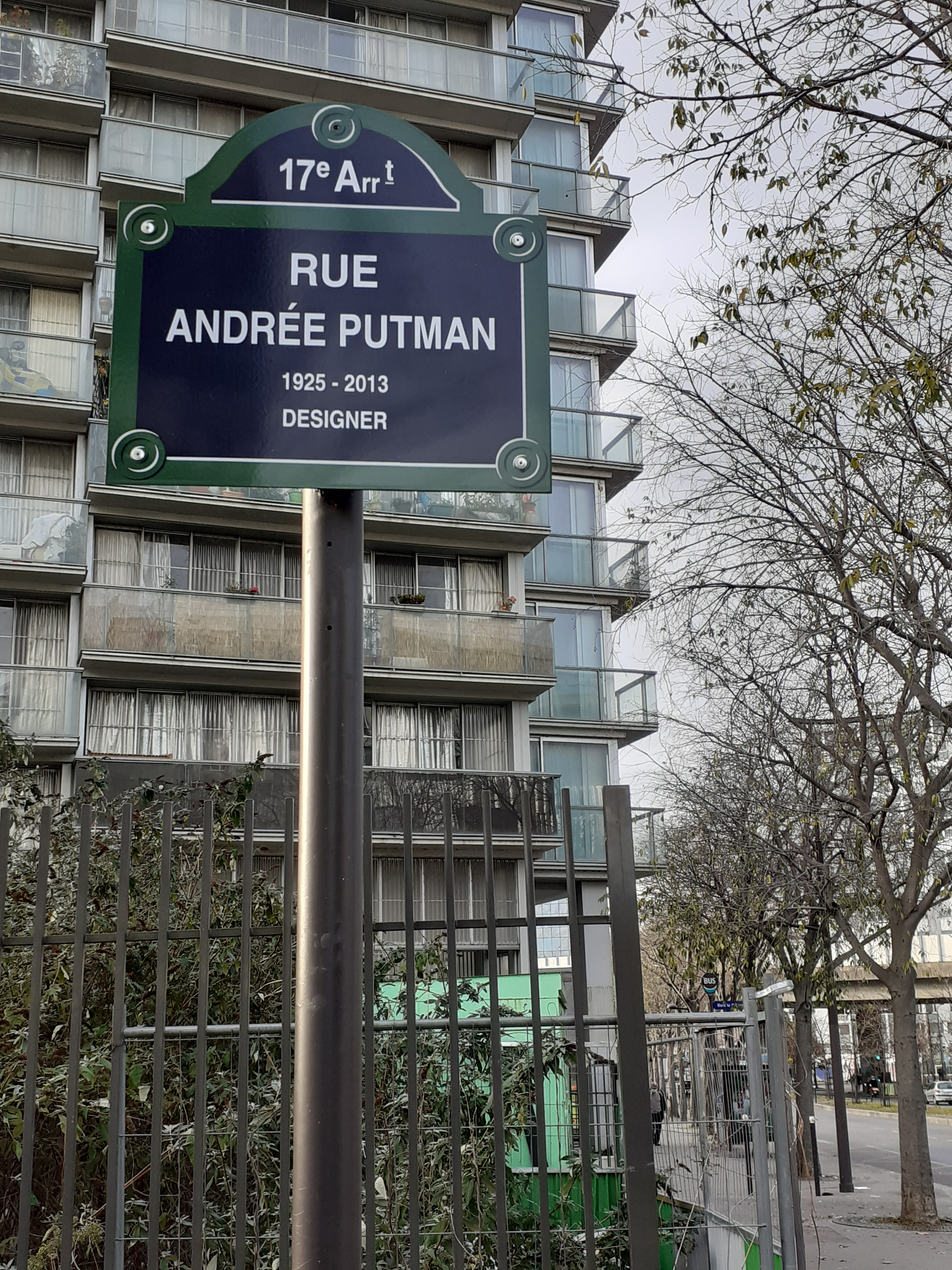
La calle Andrée-Putman, con la torre rehabilitada en posterior-plan.

Desde noviembre de 2020, ella surplombe igualmente el nuevo Jardín Hans-y-Sophie-Scholl.

## Acceso
Este website es desservi por las estaciones de metro Lleva de Clichy y Puerta de Santo-Ouen, así como por el tranvía  .